# امتياز العملاء
يشير مصطلح امتياز العملاء إلى الصورة التراكمية لمنتج ما، في مخيلة العميل، نتيجة للتعرض الطويل للمنتج أو تسويق المنتج.

## نظرة عامة
إحدى أكثر الطرق إيجابية لتعزيز المستهلك كأهم محاور تركيز المؤسسة يتمثل في رصد هذه العلاقة باعتبارها أحد أهم أصول الشركة؛ وهي العلاقة التي تم بناؤها بواسطة سلسلة من الاستثمارات التسويقية على مدار سنوات. وكما هو الحال بالنسبة لأي أصل آخر من الأصول، يمكن توقع أن يدر هذا الاستثمار عائدات على مدى السنوات اللاحقة. على الصعيد الآخر، وكما هو الحال بالنسبة لأي أصل آخر من الأصول، يجب حماية هذا الأصل ورعايته. ويُشار في كثير من الأحيان إلى هذا «الأصل» باسم امتياز العملاء.
من ناحية، قد يأتي من العلاقة الفردية التي تتم وجهًا لوجه بواسطة متخصصي المبيعات. ومن ناحية أخرى، فإنه يُعد الصورة التراكمية، في مخيلة المستهلك، الناجمة عن التعرض الطويل لجميع نواحي المنتج أو الخدمة، لا سيما لعدد من الحملات الإعلانية والترويجية. وفي بعض الأسواق قد يكون امتياز العملاء قويًا على نحو يجعله حصريًا؛ وهو ما يعني فعليًا إعطاء المورد احتكارًا مع هؤلاء العملاء.
وعلى الرغم من ذلك أظهر عمل أندرو إيرينبيرغ (Andrew Ehrenberg) حول محافظ العلامة التجارية أن العملاء قد يغيرون بصفة منتظمة العلامات التجارية - كنوع من التنوع - فهم قد يحتفظون بصورة للعلامة التجارية؛ الأمر الذي سوف يحدث تأرجحًا لديهم عند اتخاذ قرار الشراء التالي. وبالتالي فإنه قد ينطوي على قيمة (يستطيع المعلن البناء عليها) حتى ولو كان قرار الشراء الحالي يتعارض معها. وقد يتأرجح القرار الذي يتم اتخاذه لاحقًا لصالحه. وعلى الرغم من أن امتياز العملاء يُعتبر أمرًا معنويًا، إلا أنه يمثل أصلاً من حيث أثره الكامن على المبيعات.

## الأثر التراكمي
يقوم هذا الأثر على تراكم الآثار التي تحدث بمرور الوقت. ولسوء الحظ، فإن الكثير من المسوقين - لا سيما أولئك العاملين في الأقسام الإبداعية في الوكالات الإعلانية - يعجزون عن إدراك أهمية هذا الاستثمار وطبيعته طويلة المدى. فهم يعاملون كل حملة جديدة كما لو أنه يمكن، ويجب، أن تؤخذ كأنها منفصلة - بصرف النظر عن مدى علاقتها بالرسائل السابقة التي تم بثها للمستهلك. والدليل على ذلك يتمثل في أن المستهلك، على الجانب الآخر، لا ينظر إلى الإعلان والترويج بهذه الصورة المعزولة؛ بل إنه يدمجها في الصورة الموجودة بالفعل في مخيلته - سواء كانت إيجابية أو سلبية، وذلك اعتمادًا على مدى قدرة الحملة الجديدة على تكملة الصورة القديمة.

## امتياز العلامة التجارية
امتياز العملاء هو، وفقًا لجميع المقاصد العملية، الجزء المميز الخارجي للعلامة التجارية، وبالتالي يمكن اعتباره الصورة العاكسة لامتياز العلامة التجارية. والعلامة التجارية هي الكيفية التي عادة ما يري من خلالها المنتج الاستثمار (الداخلي). وامتياز العملاء هو نتاج هذا الاستثمار الداخلي؛ أي أنه المدخل المقابل مع العملاء.